# Dmitrij Borisovič Golicyn
Sua Altezza Serenissima Principe Dmitrij Borisovič Golicyn, in russo Дмитрий Борисович Голицын? (San Pietroburgo, 17 novembre 1851 – Büyükada, 29 marzo 1920), è stato un generale russo.

## Biografia
Era il figlio del aiutante generale Boris Dmitrievič Golicyn (1819-1878) e di Ekaterina Levašov (1826-1853). Era il nipote del granduca Dmitrij Vladimirovič Golicyn.

## Carriera
Nel 1870 entrò nel Reggimento degli Ussari. Prese parte alla guerra russo-turca. Nel 1879-1881 partecipò alle campagne in Asia centrale dove rimase ferito.
Il 17 novembre 1889 è stato nominato responsabile della caccia imperiale, una posizione che ha tenuto fino alla Rivoluzione.
Dopo la rivoluzione emigrò in Grecia.

## Matrimonio
Nel 1882 sposò Ekaterina Vladimirovna Musina-Puškina (1861-1944), la figlia del conte Vladimir Ivanovič Musin-Puškin e di Varvara Šeremeteva, sorella di Vladimir Vladimirovič Musin-Puškin. Ebbero cinque figli:
- Varvara (1885-1885);
- Ekaterina (1889-1936), sposò Aleksandr Dmitrievič Šeremetev (1887-1971);
- Boris (1892-1919);
- Evdokija (1893-1964);
- Vladimir (1902-1990).

## Morte
Morì il 29 marzo 1920, sull'isola di Büyükada, sepolto in una chiesa ortodossa locale.